# Spyker F8-VII
O F8-VII é o modelo da Spyker F1 da temporada de 2007 da F1. Foi guiado por Christijan Albers, Sakon Yamamoto, Markus Winkelhock e Adrian Sutil.
No GP da Europa daquele ano, Winkelhock, que fazia seu primeiro (e único) GP na categoria, apostou que iria chover no começo da corrida e optou por largar dos pits em último com pneus de chuva. A estratégia deu certo, pois na 1ª volta, uma chuva forte começou a cair. Ninguém conseguia se manter na pista com pneus de pista seca. Winkelhock, usando pneus de chuva, assumiu, incrivelmente, a 1ª posição em sua 1ª corrida na F1. A liderança durou até a volta 7, quando, depois de uma nova largada, perdeu posições pela limitação do carro e pela inexperiência. Markus acabou abandonando a corrida na volta 13, mas virou celebridade instantânea.
Após a compra da Spyker F1, a Force India ainda utilizou o carro na temporada 2008 da Fórmula 1 renomeando para Force India VJM01.

## Resultados
(legenda) (em negrito indica pole position)
| Ano  | Equipe      | Chassi | Motor      | Pneus | N° | Pilotos    | 1   | 2   | 3   | 4   | 5   | 6   | 7   | 8   | 9   | 10  | 11  | 12  | 13  | 14  | 15  | 16   | 17   | 18  | Pontos | Posição |
| ---- | ----------- | ------ | ---------- | ----- | -- | ---------- | --- | --- | --- | --- | --- | --- | --- | --- | --- | --- | --- | --- | --- | --- | --- | ---- | ---- | --- | ------ | ------- |
| 2007 | Spyker      | F8-VII | Ferrari V8 | B     |    |            | AUS | MAL | BHR | ESP | MÔN | CAN | EUA | FRA | GBR | EUR | HUN | TUR | ITA | BEL | JAP | CHN  | BRA  |     | 1      | 10°     |
| 2007 | Spyker      | F8-VII | Ferrari V8 | B     | 20 | Sutil      | 17  | Ret | 15  | 13  | Ret | Ret | 14  | 17  | Ret | Ret | 17  | 21  | 19B | 14B | 8B  | RetB | RetB |     | 1      | 10°     |
| 2007 | Spyker      | F8-VII | Ferrari V8 | B     | 21 | Albers     | Ret | Ret | 14  | 14  | 19  | Ret | 15  | Ret | 15  |     |     |     |     |     |     |      |      |     | 1      | 10°     |
| 2007 | Spyker      | F8-VII | Ferrari V8 | B     | 21 | Winkelhock |     |     |     |     |     |     |     |     |     | Ret |     |     |     |     |     |      |      |     | 1      | 10°     |
| 2007 | Spyker      | F8-VII | Ferrari V8 | B     | 21 | Yamamoto   |     |     |     |     |     |     |     |     |     |     | Ret | 20  | 20B | 17B | 12B | 17B  | RetB |     | 1      | 10°     |
| 2008 | Force India | VJM01  | Ferrari V8 | B     |    |            | AUS | MAL | BHR | ESP | TUR | MON | CAN | FRA | GBR | ALE | HUN | EUR | BEL | ITA | SIN | JPN  | CHN  | BRA | 0      | 10°     |
| 2008 | Force India | VJM01  | Ferrari V8 | B     | 20 | Sutil      | Ret | Ret | 19  | Ret | 16  | Ret | Ret | 19  | Ret | 16  | Ret | Ret | 13  | 19  | Ret | Ret  | Ret  | 16  | 0      | 10°     |
| 2008 | Force India | VJM01  | Ferrari V8 | B     | 21 | Fisichella | Ret | 12  | 12  | 10  | Ret | Ret | Ret | 18  | Ret | 14  | 15  | 14  | 17  | Ret | 14  | Ret  | 17   | 18  | 0      | 10°     |

B Foi utilizado o carro versão B no GP.